# 지구자유진동

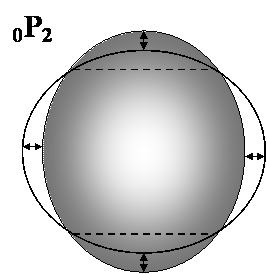
지구자유진동 중 풋볼 모드의 형태.

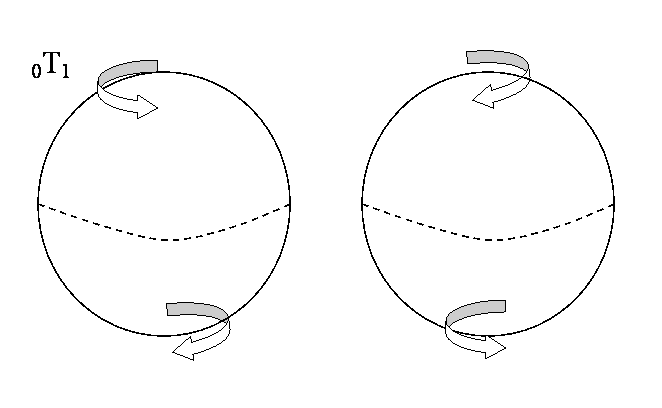
지구자유진동 중 트위스트 모드의 형태.

지구자유진동(地球自由振動, Free Oscillations of the Earth)은 규모 M8이 넘는 거대지진이 발생할 때 지진파가 지구를 여러 바퀴 돌면서 지구 전체에 관측되는 일종의 자유진동 현상을 의미한다. 정상파의 일종으로, 크게 3가지 진동 모드(Normal mode)가 존재한다.
지구자유진동을 처음으로 관측한 지진은 1960년 칠레 발디비아 지진(모멘트 규모 Mw 9.5)이다. 그 외에도 2004년 인도양 지진해일(모멘트 규모 Mw 9.1~9.3)에서나 2011년 도호쿠 지방 태평양 해역 지진(모멘트 규모 Mw 9.0~9.1)에서도 지구자유진동을 관측했다.

## 역사
1911년 어거스터스 에드워드 허그 러브는 이론적으로 지구만한 구형 철은 대략 1시간의 주기를 가지고 자유진동함을 알아냈다. 1952년 세베로쿠릴스크 지진이 발생했을 당시 휴고 베니오프는 약 57분의 주기를 가지는 지구의 자유진동을 자신이 발명한 지진계로 발견하였으나 관측한 진동이 지구자유진동이 맞는지 논란이 이어졌다. 하지만 1960년 칠레에서 발생한 지진으로 분명한 자유진동으로 보이는 지진파 자료가 관측되어 이후 지구자유진동이 실존함이 확인되었다.

## 특성
지구자유진동은 일종의 정상파로, 서로 반대방향으로 이동하는 두 표면파가 만나며 서로 간섭해서 발생하는 결과이다. 레일리파의 간섭은 구형진동 S를, 러브파의 간섭은 환상형진동 T를 만들어낸다. 여기서 자유진동의 모드(mode)는 nSlm와 같이 3개 계수로 구분할 수 있는데, 여기서 l은 각차수(혹은 구면 조화 정도), m은 방위각차수이다. 이 값은 −l에서 +l까지  2l+1의 값을 가질 수 있다. n은 원심각차수이다. 이는 구 반경에 n개의 마디가 존재하는 파동이라는 의미이다. 구대칭인 지구의 경우에는 주어진 n과 l의 주기가 m과 관련이 있지 않다.

## 종류
이론적으로 층상 구조를 가진 지구는 각각 서로 다른 주기를 갖는 무한한 형태의 자유진동이 가능하고, 이 다른 형태의 진동을 하나의 모드(mode)라고 부른다. 대표적인 지구자유진동의 3가지 모드는 아래와 같다. 모든 모드의 진폭은 커도 최대 수 mm를 넘지 않는다.
- 풍선 모드(모드 S, 주기 20.5분): 지구 전체가 수축했다 팽창을 반복한다.
- 풋볼 모드(모드 P, 주기 53.9분): 지구가 고무공처럼 한쪽으로 늘어났다 다른 방향으로 늘어나길 반복한다.
- 트위스트 모드(모드 T, 주기 40.0분): 지구가 대원을 축으로 뒤틀리길 반복한다.

구형 자유진동의 대표적인 예로는 지구 전체가 팽창과 수축을 반복하며 주기가 약 20분인 호흡모드 혹은 풍선모드 0S0과, 두 방향을 번갈아가며 늘어났다 줄어들었다를 반복하는 주기 약 54분의 럭비모드 혹은 풋볼모드 0S2가 있다. 0S1 모드의 경우에는 지구 무게중심의 변화를 수반하는 외력이 필요하기 때문에 지진만으로는 발생하지 않는다.
기본 환상형 자유진동 모드 중 0T1은 지구 자전속도의 변화를 말하지만 그 변화속도는 굉장히 느리기 때문에 일반적인 지진학에서는 큰 의미를 가지지 않는다. 트위스트모드 0T2 모드는 북반구와 남반구가 서로에 대해 비틀어지는 운동으로 주기는 약 44분이다.

## 같이 보기
- 지진동
- 장주기 지진동

## 참고 문헌
- 이기화 (2016년 10월 30일).  박상준, 편집. 《모든 사람을 위한 지진 이야기》 1판. 서울: 사이언스북스. ISBN 978-89-8371-730-6.
- Shearer, Peter M. (2009). 《Introduction to Seismology》. Cambridge University Press. ISBN 978-0-521-88210-1.
- Sarva Jit Singh; Sunita Rani  (2019년 12월 20일). “Free Oscillations of the Earth”. 《Encyclopedia of Solid Earth Geophysics》: 1-10. doi:10.1007/978-3-030-10475-7_160-1. ISBN 978-3-030-10475-7. 2023년 1월 4일에 확인함.